# Diamantes y sapos (cuento)
Diamantes y sapos (también conocida como Sapos y diamantes) es un cuento de hadas francés de Charles Perrault, y titulado originalmente Les Fées (Las hadas). Andrew Lang lo incluyó en su libro The Blue Fairy Book (El libro azul de las hadas). Fue ilustrado por Laura Valentine en Aunt Louisa's nursery favourite (Las nanas favoritas de tía Louisa).
Originalmente, al igual que ocurre con la historia de Frau Hulda, la joven amable es la hijastra y no una segunda hija. Este cambio se produjo, al parecer, para evitar la similitud con La Cenicienta.
Es un cuento tipo 480 en la clasificación Aarne-Thompson, cuentos sobre jovencitas amables y antipáticas. En esta misma categoría se encuentran otros como Shita-kiri Suzume, Frau Holle, Las tres cabezas en el pozo, Padre Frost, Los tres hombrecitos en el bosque, La corona encantada, La vieja bruja y Los dos cofres. Entre algunas variantes a este tipo de cuento se incluyen Las tres hadas y Aurora y Aimée.

## Trama
Una vieja viuda de mal carácter tenía dos hijas. La mayor, Fanny, era desagradable y orgullosa, pero se comportaba como su madre y se parecía a ella, y era por ello la favorita de la matriarca; la menor, Rose, era dulce, gentil y preciosa, pero se parecía a su padre. Por ello, la viuda, celosa y resentida, maltrataba a la jovencita.
Un día, mientras Rose se encontraba sacando agua del pozo, una anciana se le acercó y le pidió un poco del agua para calmar su sed. La joven se la ofreció con amabilidad y, tras ello, descubrió que aquella anciana era en realidad un hada, que había tomado aquel aspecto para poner a prueba a la chica. Como esta había sido tan amable y compasiva, el hada la bendijo: cada vez que hablara caería de sus labios un metal precioso, una joya o una flor bonita.
Al volver a casa y explicarle a su madre por qué había tardado tanto en regresar, la viuda quedó fascinada ante la visión de aquella bendición. Así que, deseando que su hija favorita, Fanny, la tuviera también, la obligó a ir hasta el pozo y fingir amabilidad cuando se le acercara una anciana. Fanny se sentó junto al pozo pero esta vez el hada se le apareció transformada en princesa y, de nuevo, le pidió a la joven un poco de agua. Fanny, sin embargo, le habló de forma grosera y la insultó. El hada decidió entonces que como castigo por su despreciable actitud, cada vez que hablara saliera de sus labios un sapo o una serpiente.
Cuando Fanny regresó a casa y le contó lo ocurrido a su madre, con cada palabra que pronunciaba comenzaron a brotar sapos y serpientes de su boca. La viuda, enfurecida, echó a su hija menor de la casa. En el bosque, Rose se encontró con el hijo de un rey, que se enamoró de ella y con quien se casó. Con el tiempo, incluso la viuda acabó asqueada de su hija favorita. La echó de su casa y finalmente esta murió sola y miserable en el bosque.

## Comentario
La idea de joyas brotando de la boca de una persona virtuosa o cayendo de ella es un motiv que se puede observar en varios cuentos, como en Blancabella y la serpiente.

## En la cultura popular
En la película Diamantes en bruto unos estudiantes interpretan una obra basada en este cuento en un instituto.

## Galería

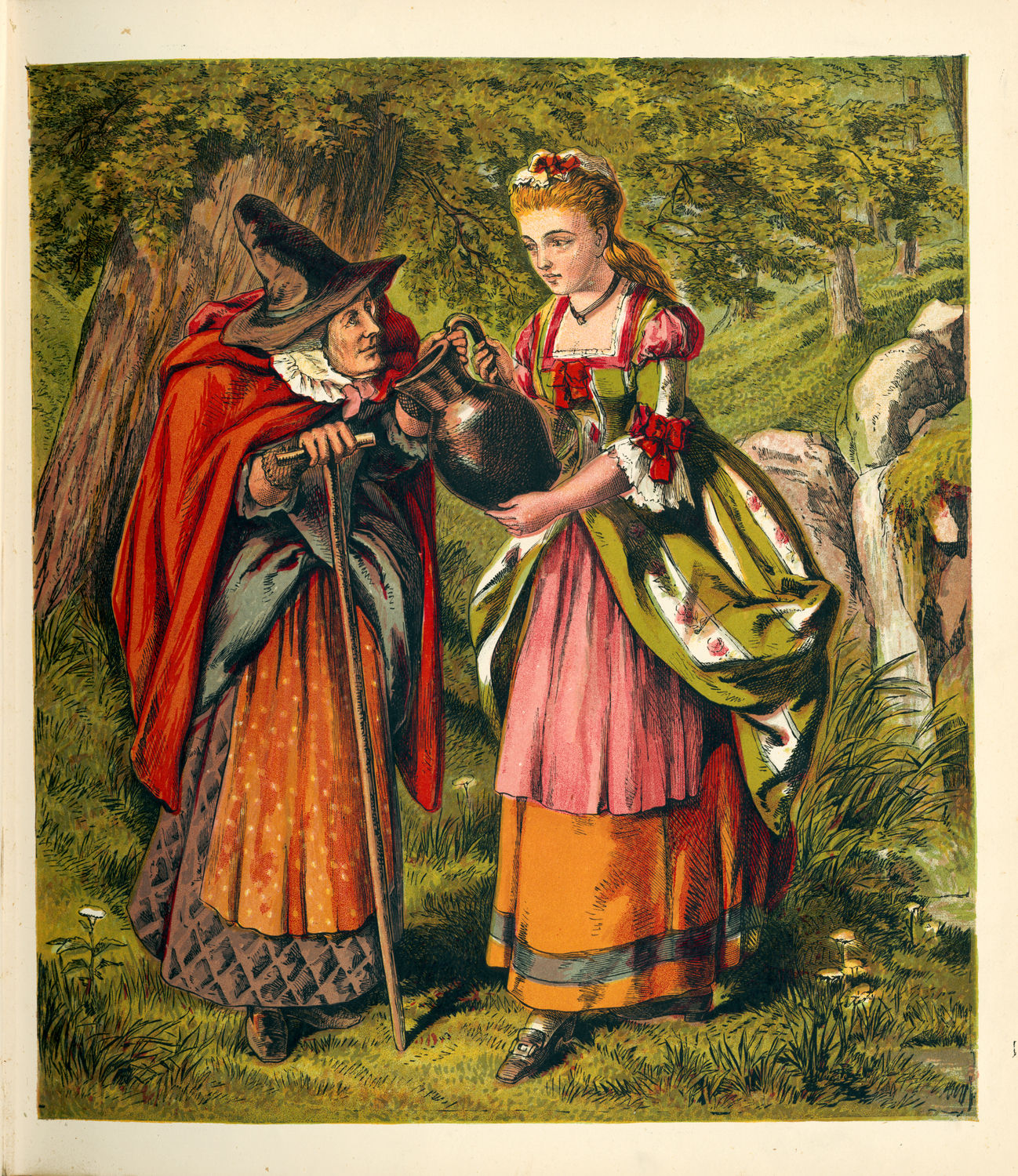
Rose, la hija más joven, y el hada.
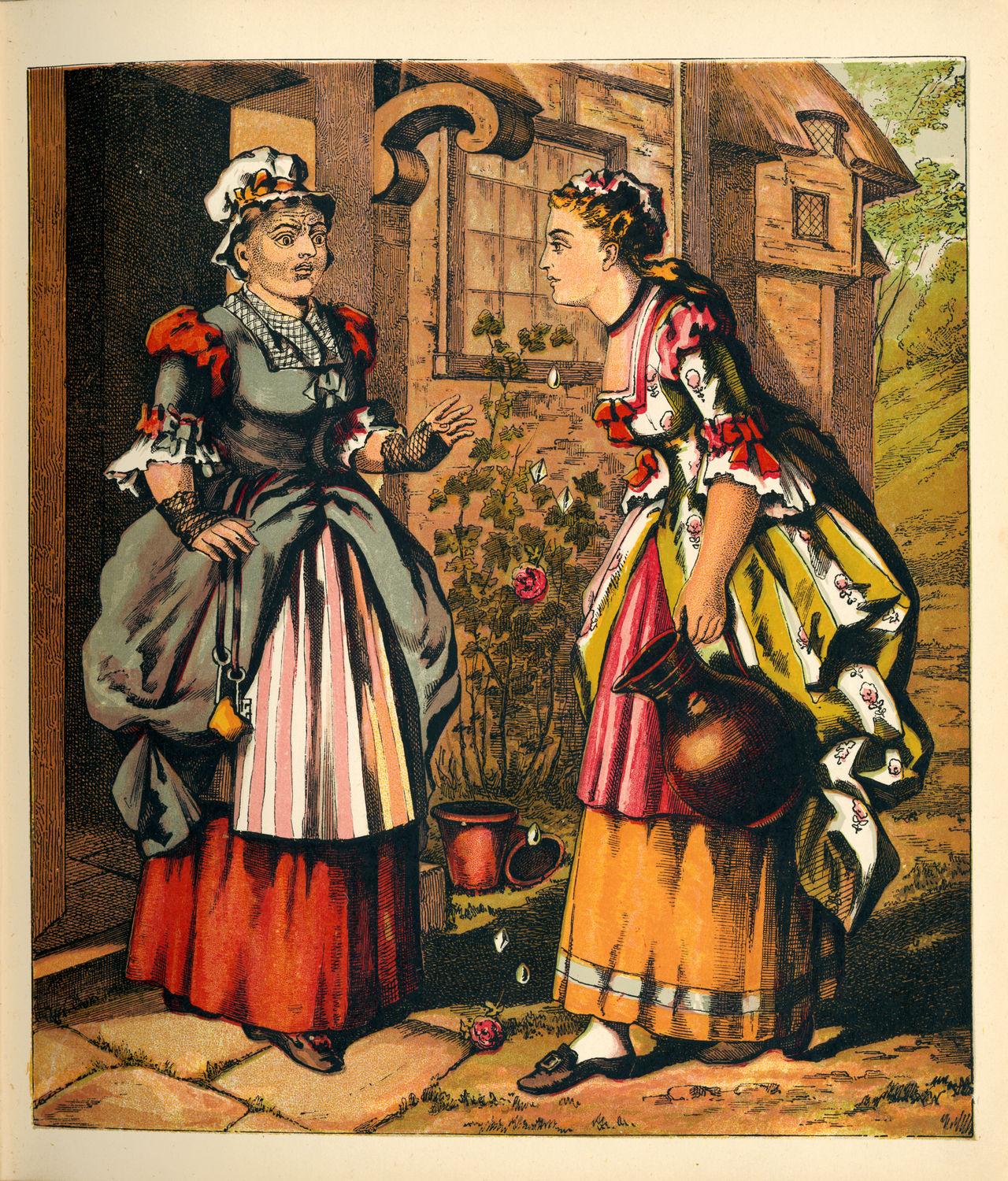
Rose y su madre: la bendición.
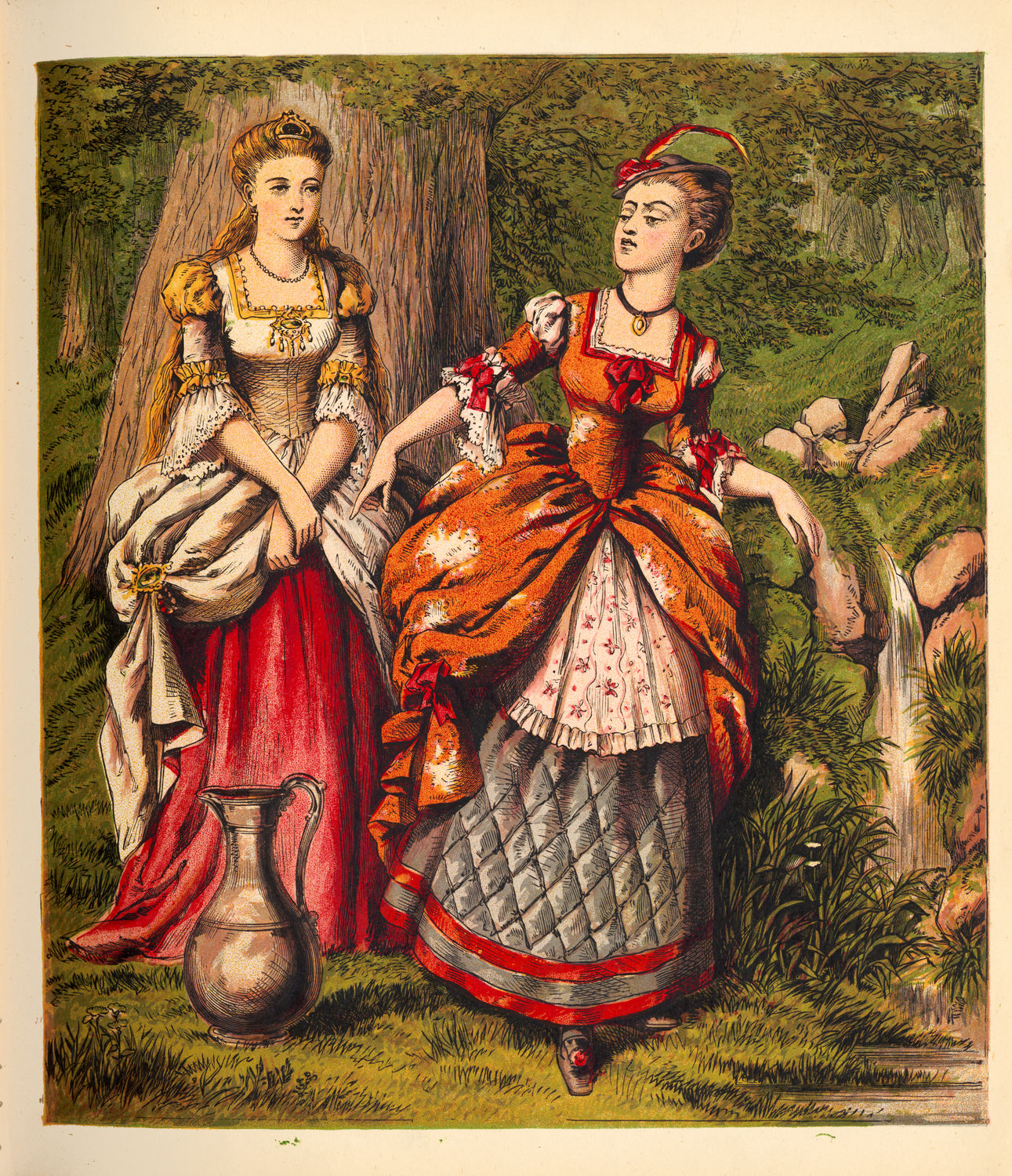
Fanny, la hija mayor, y el hada.
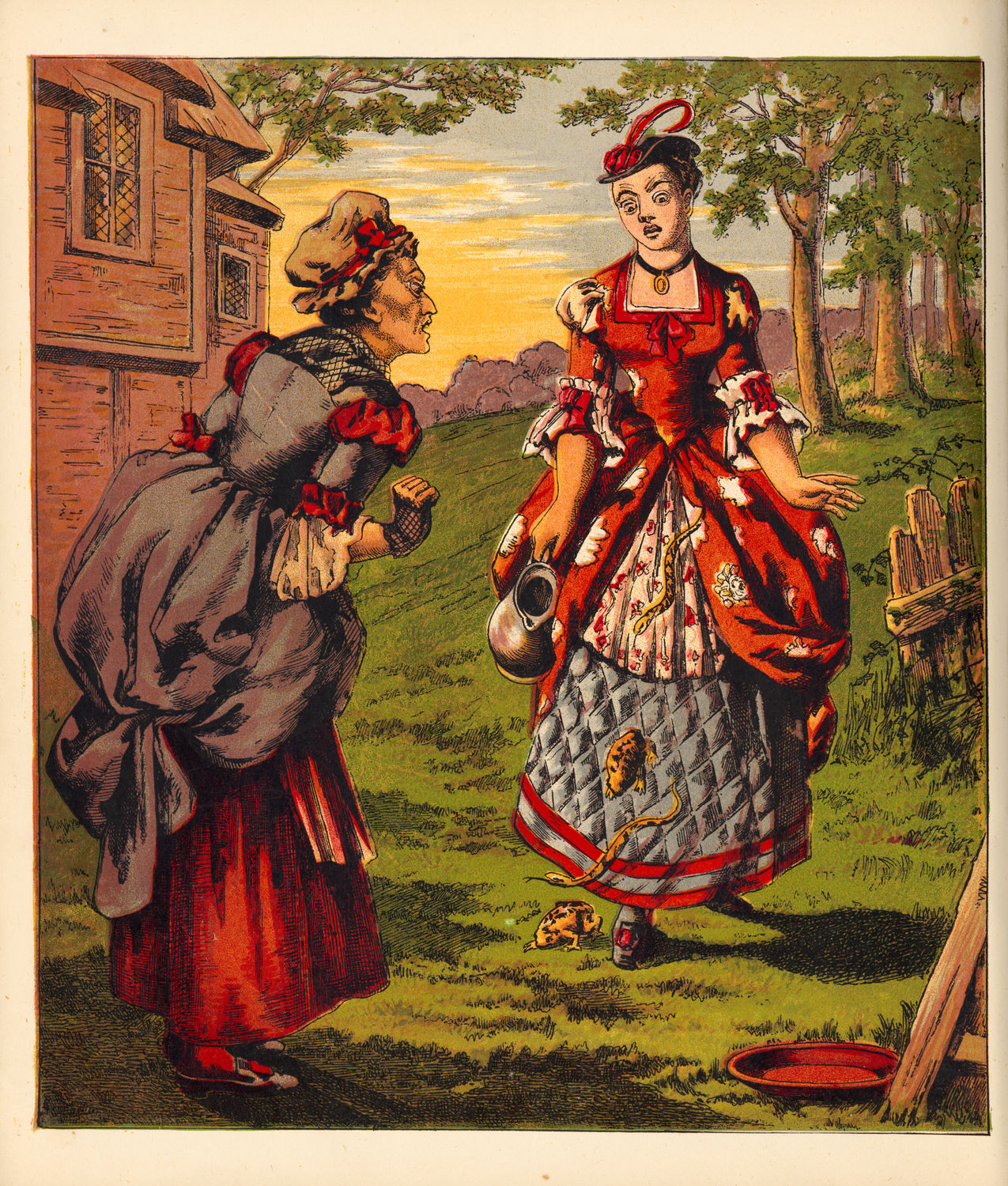
Fanny y su madre: el castigo.
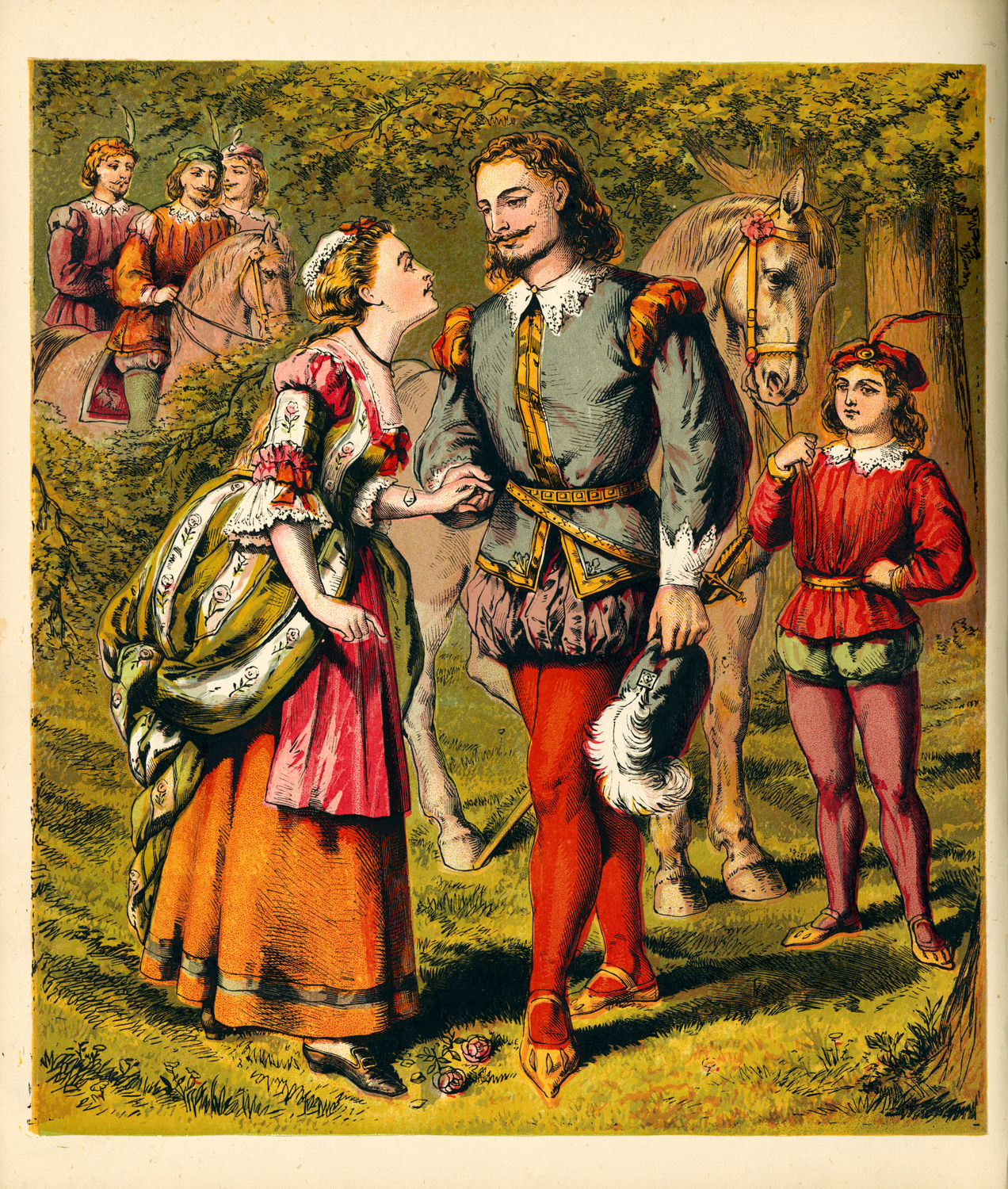
Rosa en el bosque con el príncipe.
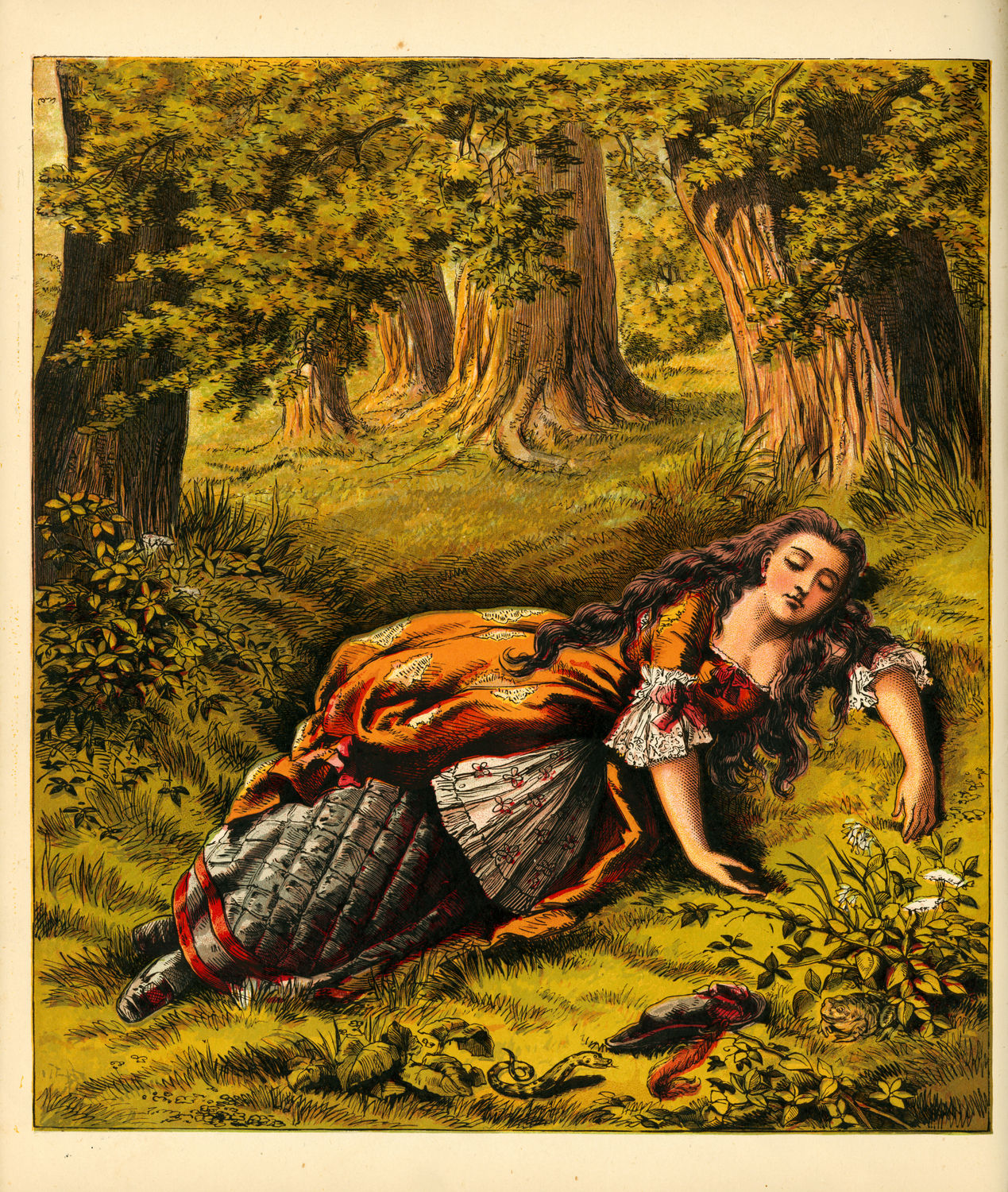
Fanny, sola en el bosque.